# イタ (小惑星)
イタ (918 Itha) は小惑星帯に位置する小惑星である。カール・ラインムートがハイデルベルクのケーニッヒシュトゥール天文台で発見した。
聖イタに因んで名付けられた。